# Franco Polti
Franco Polti (San Pietro in Guarano, 3 novembre 1944) è un imprenditore italiano, fondatore e presidente della Polti S.p.A., produttrice di elettrodomestici per la pulizia.

## Le origini
Franco Polti nasce a San Pietro in Guarano, un paesino del Sud Italia in provincia di Cosenza, nel 1944. A quindici anni si trasferisce a Como, luogo d'origine del padre, dove frequenta la Scuola Tecnica Professionale e dove inizia a lavorare come rappresentante di ferri da stiro professionali per tintorie. Nel 1974 sposa Teresa Napoli: la moglie lo affiancherà fin dall'inizio nella sua esperienza lavorativa.
Nel 1978, a seguito di una conversazione con un cliente, ha l'idea di proporre un ferro da stiro con caratteristiche professionali ma adatto all'utilizzo nelle case: nasce così la Vaporella, il primo ferro da stiro domestico con caldaia. Per produrlo, Franco Polti apre a Olgiate Comasco una piccola azienda artigiana a carattere familiare, appunto la Polti, con quattro o cinque dipendenti, pubblicizzando il nuovo prodotto attraverso le neonate televisioni private e le fiere locali. Il successo non tarda e anno dopo anno Vaporella conquista consumatori in tutto il mondo. Il signor Polti, tuttavia, non brevetta la sua creazione, e ben presto altre aziende produttrici di elettrodomestici iniziano a commercializzare prodotti analoghi.
Nel 1984 Polti viene costituita come S.p.A. Dal 1995 al 1999 Polti è proprietario e presidente della Pallacanestro Cantù, ponendo come sponsor proprio il nome della sua azienda. Nello stesso periodo, dal 1996 al 2000, è sponsor della formazione di ciclismo professionistica Team Polti, vincitrice del Giro d'Italia 1999 con Ivan Gotti.